# Trận Nhiệt Hà
Trận Nhiệt Hà (giản thể: 热河战役; phồn thể: 熱河戰役; bính âm: Rèhé zhànyì) là một chiến dịch quân sự diễn ra giữa quân đội Trung Quốc và đế quốc Nhật Bản, xảy ra trước chiến tranh Trung-Nhật chính thức nổ ra vào năm 1937. Sự kiện này được biết đến bằng tiếng Nhật là Chiến dịch Nhiệt Hà Operasi Nekka (熱河作戦 Nekka Sakusen) và trong một số nguồn tiếng Anh là Trận chiến Nhiệt Hà lần thứ nhất.
Trong chiến dịch đó, Nhật Bản đã chiếm đóng tỉnh Nội Mông trong Nhiệt Hà của bọn quân phiệt Trung Quốc Trương Học Lương và sáp nhập nó là một phần của các vị thế mới của Mãn Châu Quốc.